# Fosse Saint-Aybert
La fosse Saint-Aybert de la Compagnie des mines de Thivencelle est un ancien charbonnage du Bassin minier du Nord-Pas-de-Calais, situé à Thivencelle. Commencée en 1925 et ouverte en 1930, c'est une simple fosse d'aérage aux installations minimalistes. Une cité comprenant quelques logements est bâtie à proximité.
La Compagnie des mines de Thivencelle est nationalisée en 1946, et intègre le Groupe de Valenciennes. Elle est alors utilisée pour l'aérage et comme puits de secours pour la concentration de la fosse Ledoux, et ce, jusqu'en 1956. Le puits est comblé en 1973 et les installations sont détruites.
Au début du XXIe siècle, Charbonnages de France matérialise la tête du puits Saint-Aybert. La cité est rénovée et le carreau de fosse est devenue une friche boisée.

## La fosse
La concession de Saint Aybert est restée inexploitée à cause de son épaisse couche de morts-terrains. La Compagnie des mines de Thivencelle a pour objectif d'y ouvrir une fosse « moderne », avec un puits de grand diamètre.

### Fonçage

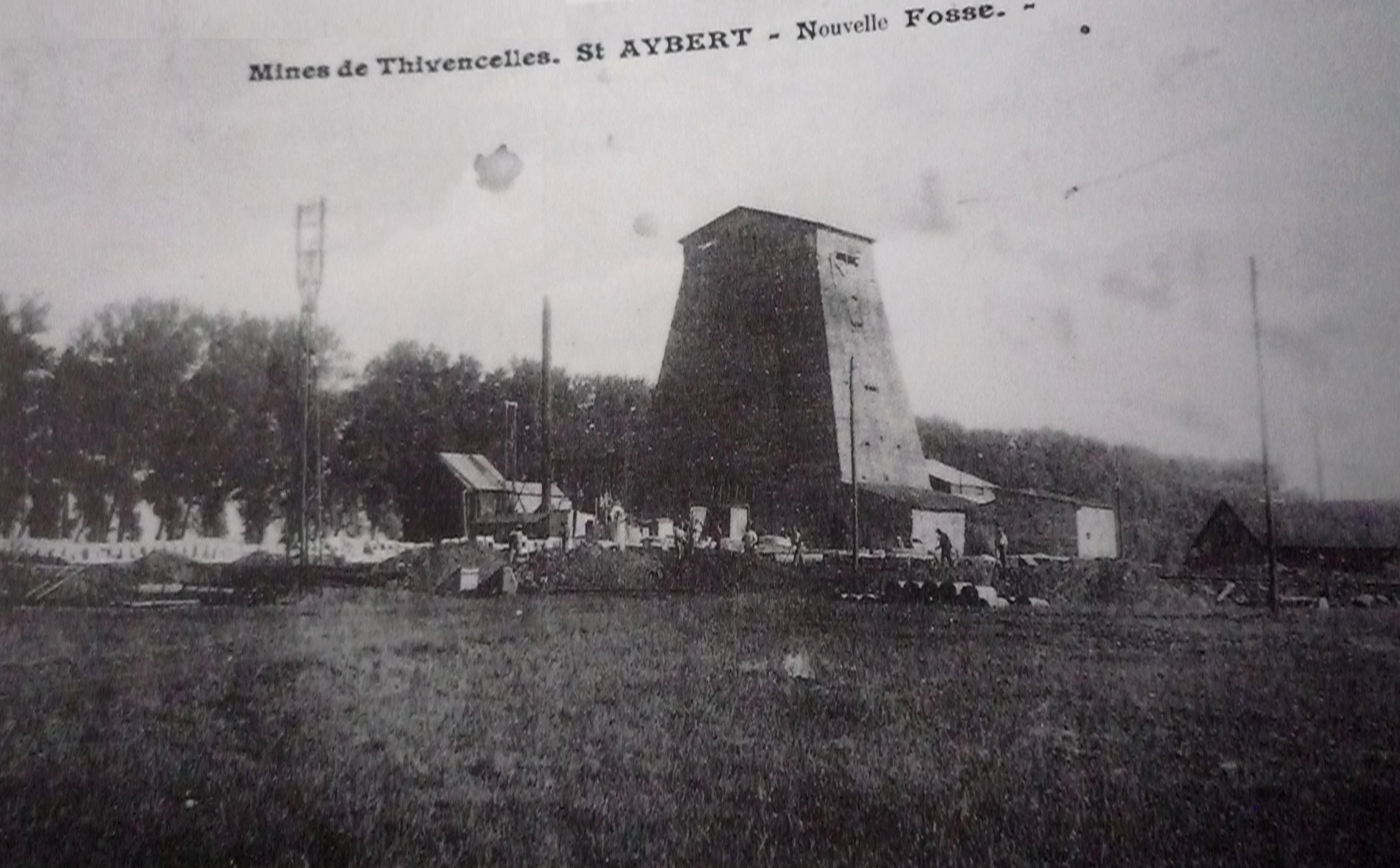
Le chevalement de fonçage.

Le fonçage commence le 11 mai 1925, à Thivencelle, près du Canal Mons-Condé. Le diamètre du puits est de cinq mètres. Le terrain houiller est atteint après avoir traversé 285 mètres de morts-terrains. En 1929, le puits de Saint-Aybert atteint la profondeur de 600 mètres.

### Exploitation
Le fonçage du puits Saint-Aybert est achevé en février 1930, à la profondeur de 623,35 mètres,. Les couches de houille ont dix à 19,4 % de matières volatiles, elles sont plus grasses que le faisceau de la fosse Saint-Pierre qui ont entre douze et quatorze pour cent de matières volatiles. L'allure des couches de la fosse Saint-Aybert est aussi beaucoup plus tourmentée. La fosse Saint-Aybert est située à 1 730 mètres à l'est de la fosse Saint-Pierre et est donc, de fait, la fosse la plus orientale de la compagnie.
La Compagnie des mines de Thivencelle est nationalisée en 1946, et intègre le Groupe de Valenciennes. Cette fosse n'a jamais produit de charbon, elle a servi d'aérage et de puits de secours pour la concentration de Ledoux de la Nationalisation jusqu'en 1956, celle-ci est située à Condé-sur-l'Escaut à 1 845 mètres au nord-ouest. Le puits est remblayé en 1973 et les installations de surface sont détruites.

### Reconversion
Au début du XXIe siècle, Charbonnages de France matérialise la tête du puits Saint-Aybert. Le BRGM y effectue des inspections chaque année. Le carreau de fosse est devenu une friche où la nature a repris ses droits. Les seuls vestiges de la fosse sont des pans du mur d'enceinte.

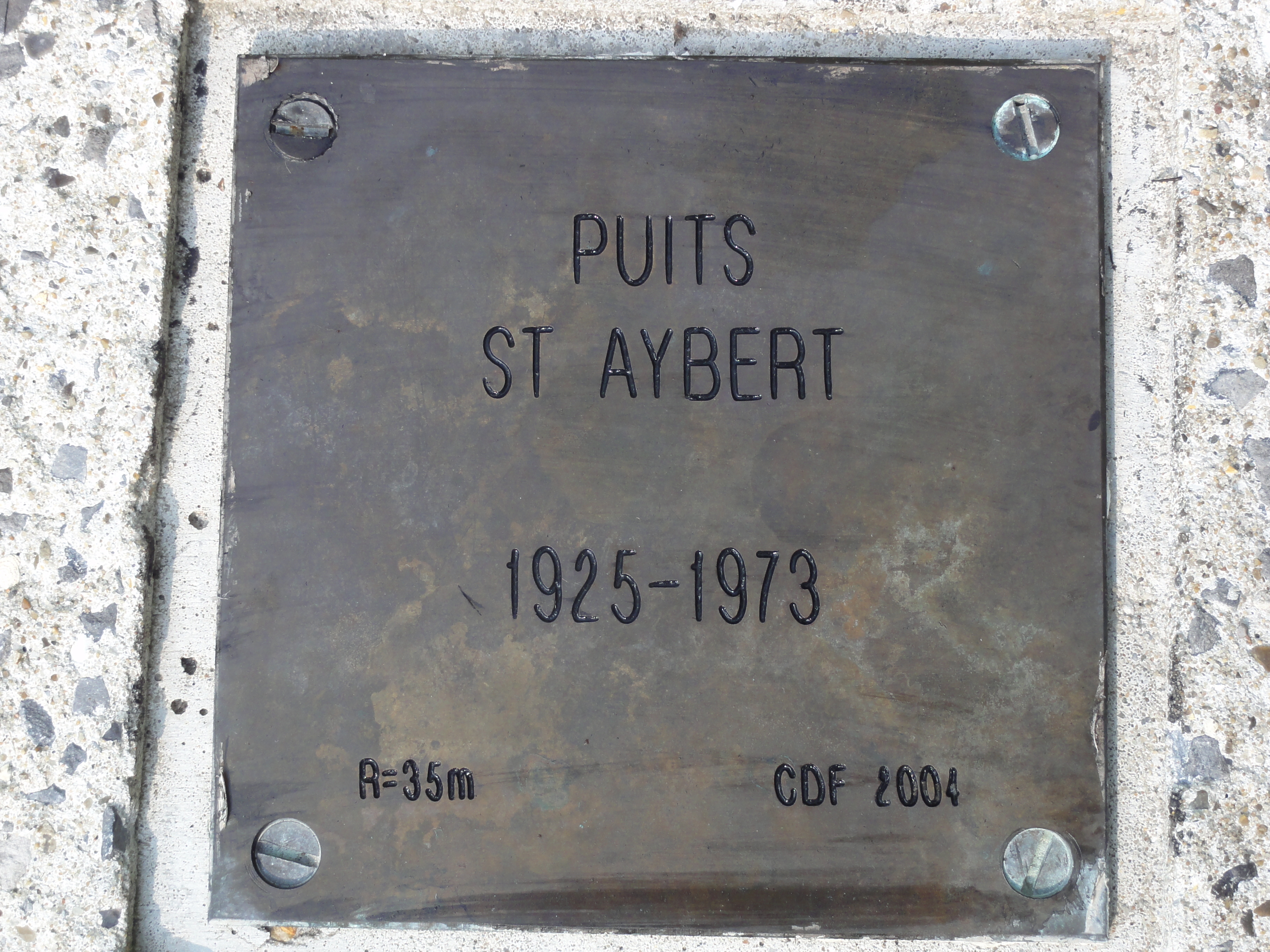
« Puits St Aybert, 1925-1973 ».
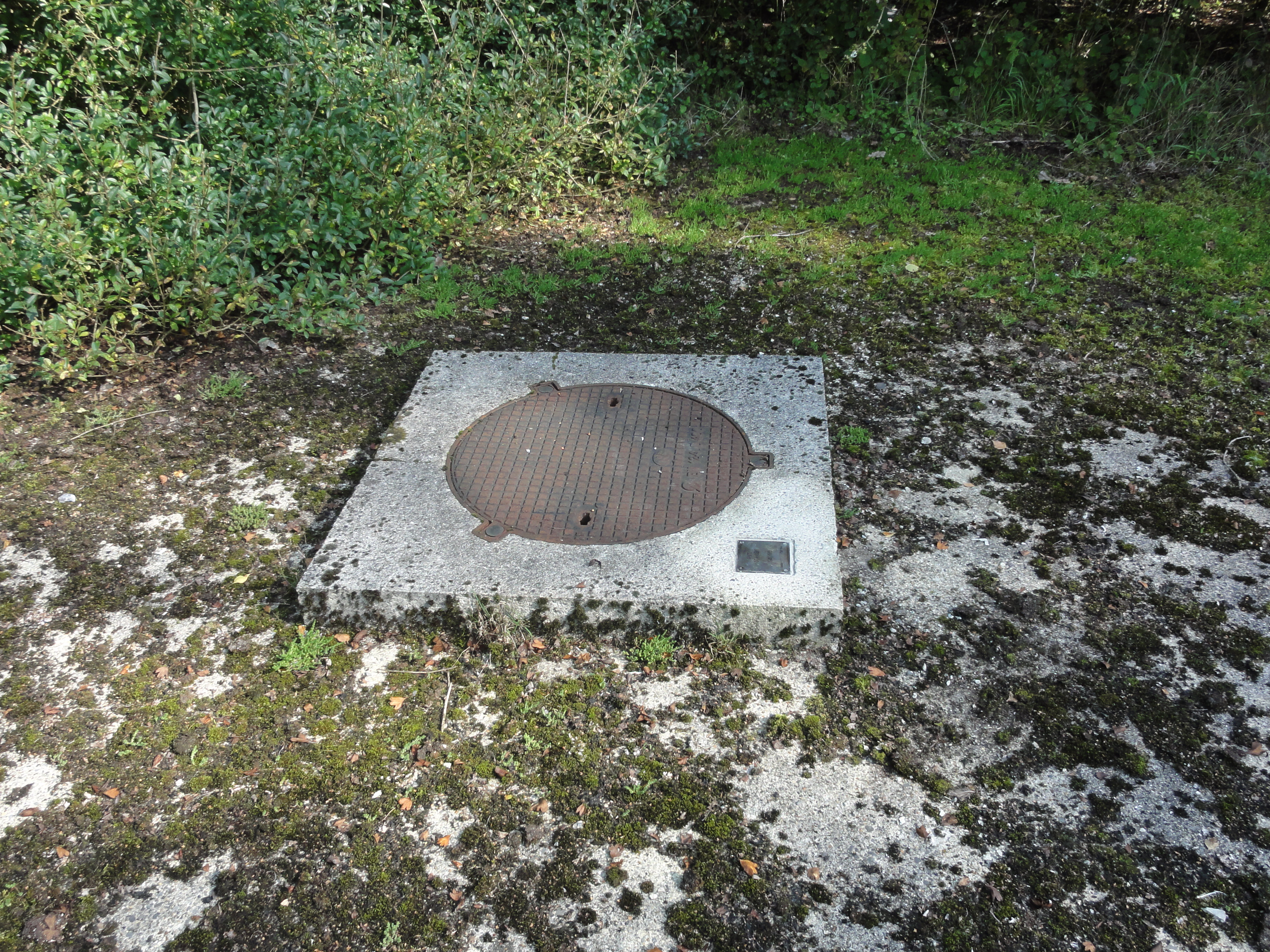
La tête de puits matérialisée.
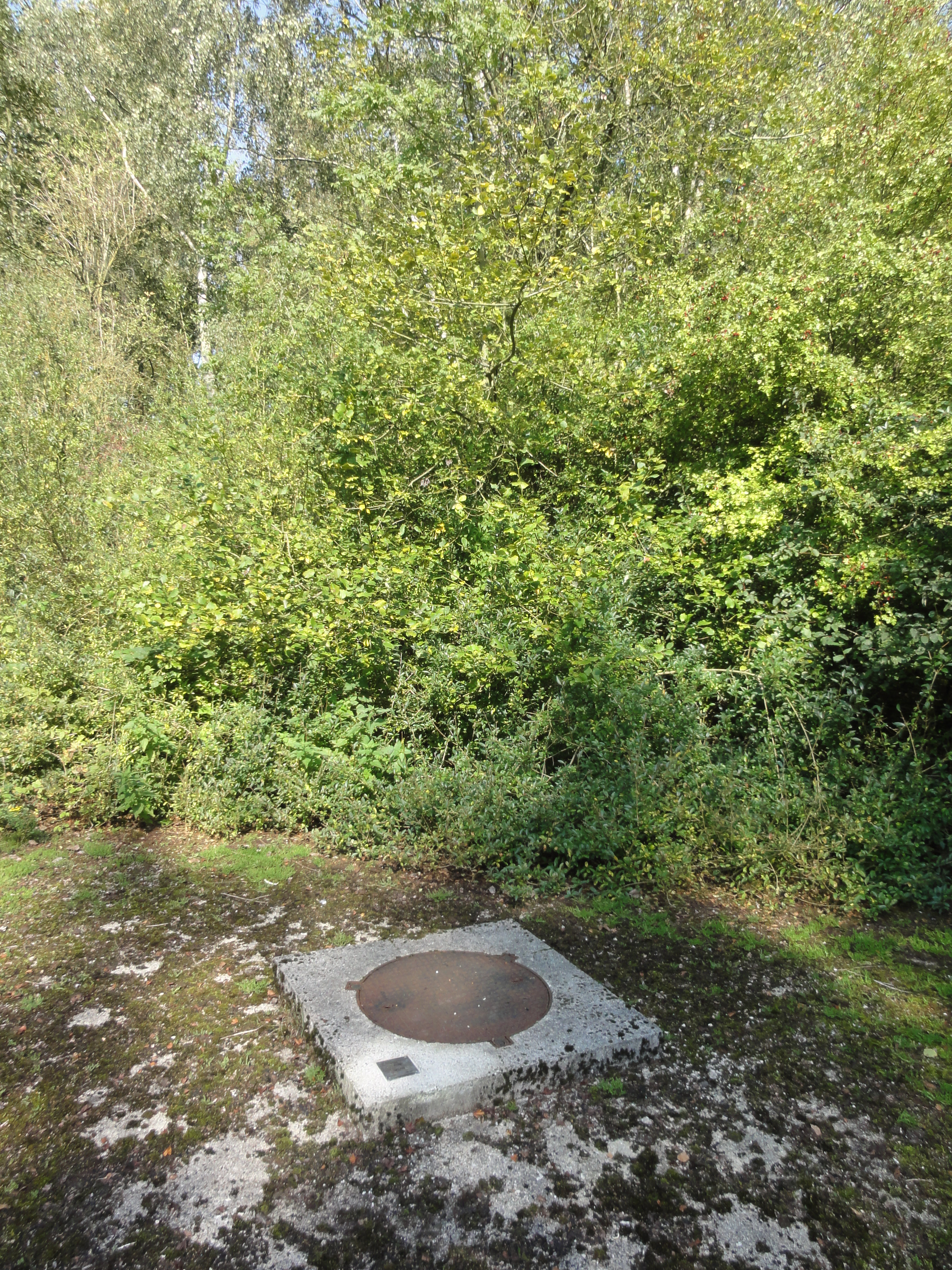
Le puits dans son environnement.
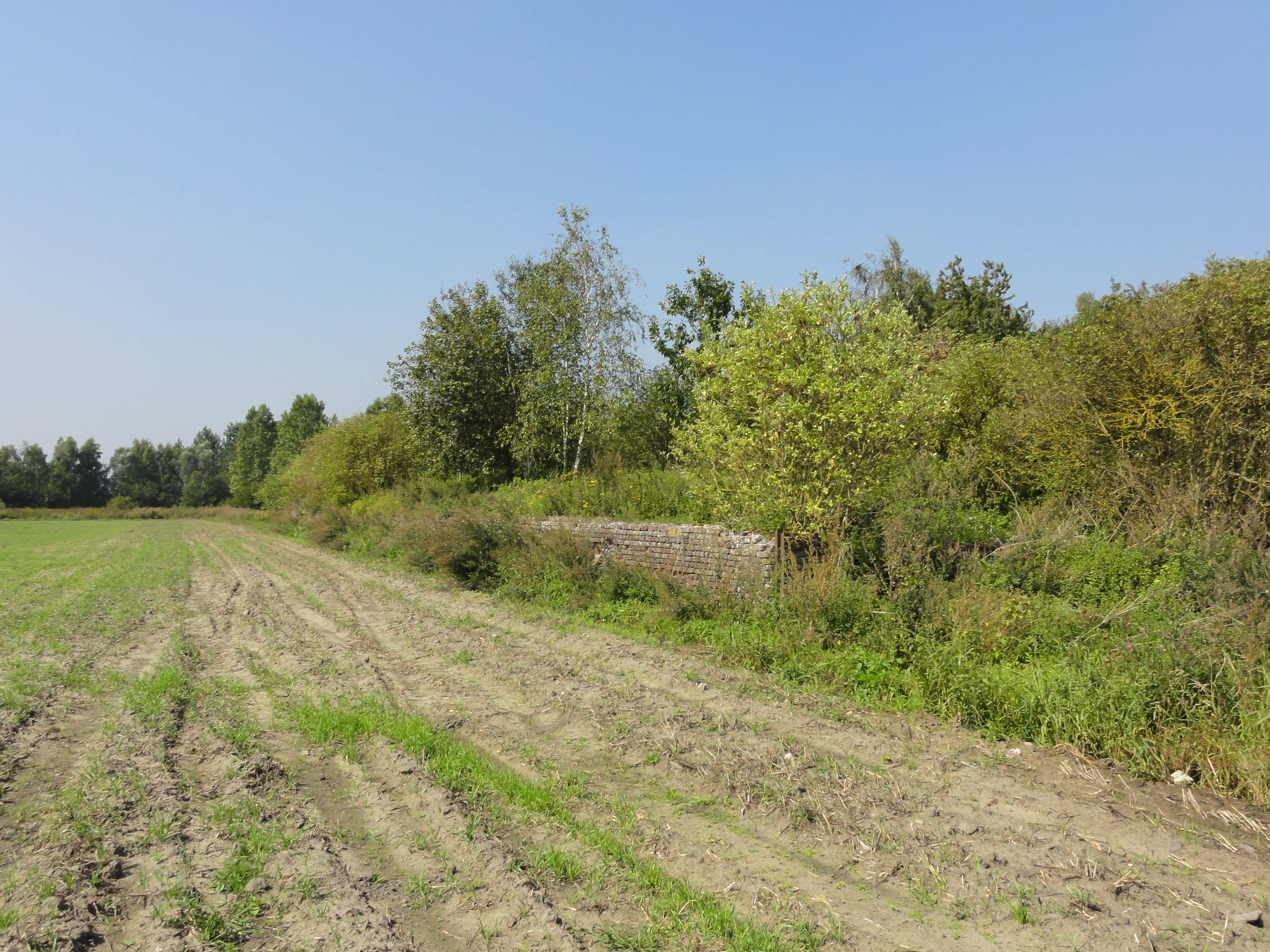
Un vestige du mur d'enceinte.
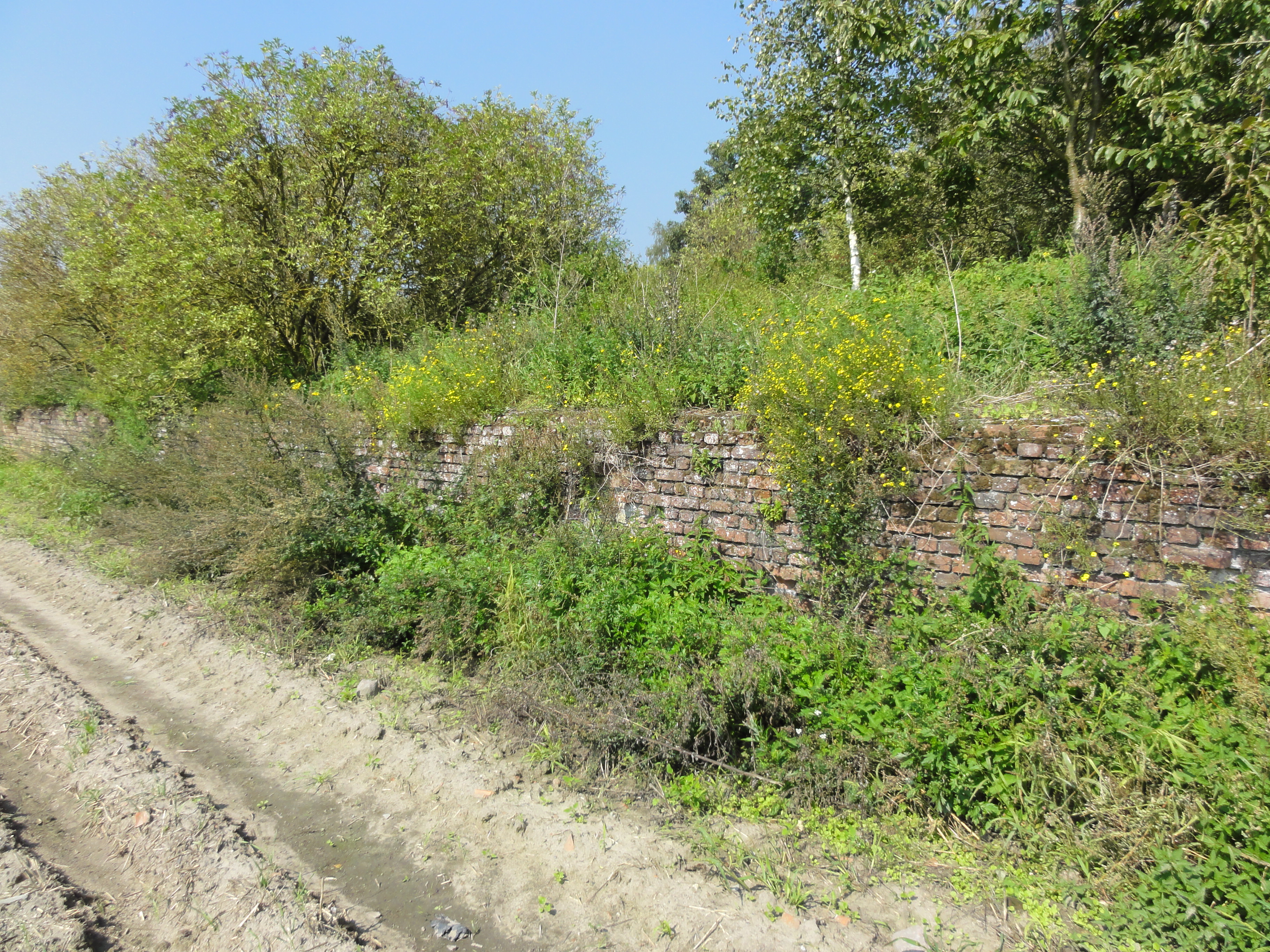
Un vestige du mur d'enceinte.
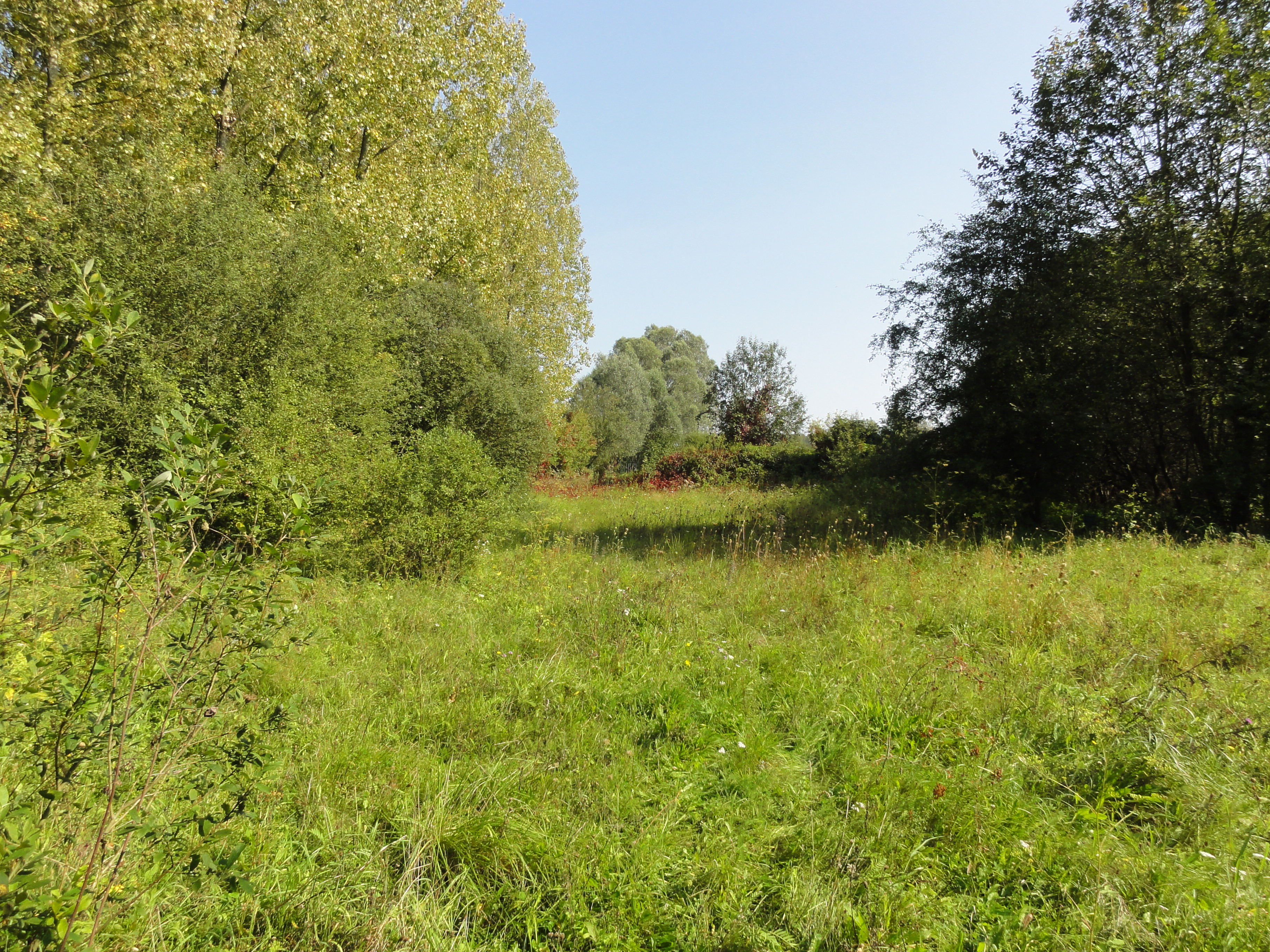
Le carreau de fosse.

## La cité

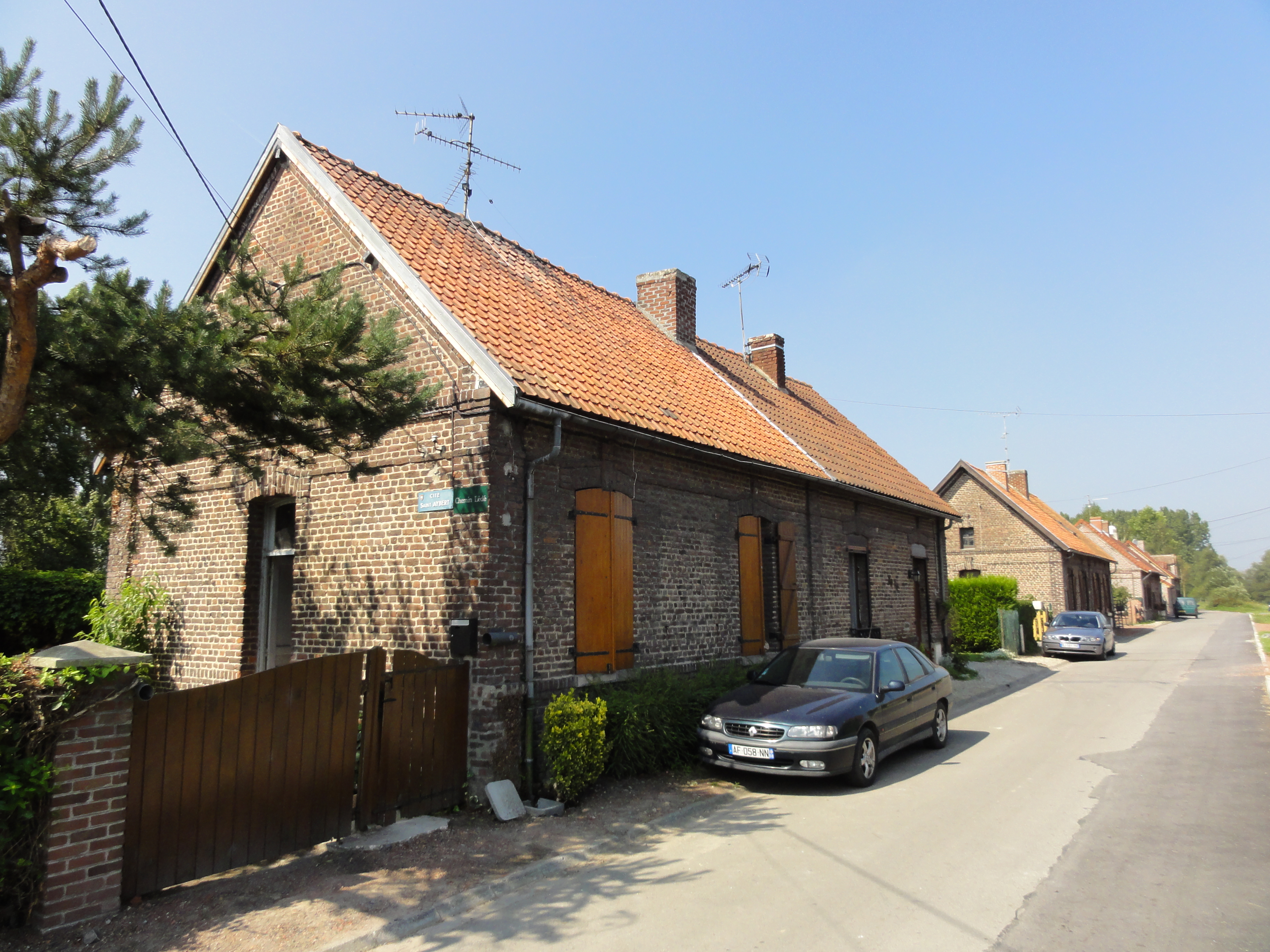
Une maison.

La cité Saint-Aybert, également nommée cité Lede, est située à Thivencelle, près des limites avec Saint-Aybert. Elle est constituée de quatre maisons regroupant chacune deux logements.